# Alien Xmas
Alien Xmas es una película navideña de animación en volumen estadounidense dirigida por Stephen Chiodo. Basada en el libro homónimo del año 2006 de Chiodo y Jim Strain, la película cuenta con las voces de Keythe Farley, Dee Bradley Baker, Kaliayh Rhambo, Michelle Deco y Barbara Goodson. La trama se centra en X, un extraterrestre perteneciente a una especie de alienígenas ladrones conocidos como Klepts, que es enviado al polo norte en una misión para destruir la gravedad de la Tierra.
Fue producida por Jon Favreau y estrenada en Netflix el 20 de noviembre de 2020.

## Argumento
Hace mucho tiempo, una especie de extraterrestres coloridos conocidos como Klepts se volvieron codiciosos y explotaron los recursos de su planeta natal. Su color se desvaneció, y partieron hacia el espacio exterior, moviéndose de galaxia en galaxia y robando todo lo que podían. La líder de los Klepts, conocida como la Líder Suprema Z, decide robar todas las "cosas" del planeta Tierra. Su plan implica la construcción de un dispositivo denominado "el Girotrón" en el polo norte magnético, que eliminará la gravedad de la Tierra; los objetos del planeta serán enviados a la órbita, donde las naves espaciales de los Klepts podrán recogerlos. Z envía a X, un pequeño Klepts,para llevar a cabo la misión con un robot ayudante conocido como Unidad Semiautomática de Multitarea (USAMT).
X y USAMT arriban a la Tierra poco antes de la Nochebuena. Aterrizan en Villa Navidad, donde viven Santa Claus y sus elfos. Esa noche, Santa presenta un trineo tecnológicamente más avanzado que le ayudará a entregar los regalos de Navidad en todo el mundo con mayor rapidez. Sin embargo, el trineo falla, y Santa le indica a Obie, su principal elfo mecánico, que lo arregle. El tiempo que Obie ha invertido trabajando en el trineo le ha impedido pasar tiempo con su hija Holly y la madre de esta,  lo cual ha desilusionado a Holly.
En una cueva de hielo, X dirige a USAMT para construir el Girotrón. Impulsado por el deseo de robar, X se aventura en Villa Navidad, donde se encuentra con Obie. X se hace el muerto, lo que lleva a Obie a creer que es un muñeco inanimado. Obie le da X a Holly como regalo. Al día siguiente, Holly mantiene a X con ella mientras decora con su madre, va a cantar villancicos y asiste a una cena navideña, haciendo que X sea testigo de la bondad y generosidad que los elfos muestran entre sí. Por la noche, X intenta escapar de la casa de Holly con una bolsa de objetos robados, pero Holly lo descubre intentando hacerlo. Le regala a X un cachorro como compañero; el hecho de que le regalen algo llena a X de sentimientos de compasión y calidez, y hace que recupere su color azul.
X decide no seguir con el plan de la Líder Suprema Z, y en su lugar reprograma a USAMT para que repare el trineo de Santa. Sin embargo, Z ordena a los otros Klepts que invadan Villa Navidad. Los Klepts activan el Girotrón, pero USAMT se las arregla para destruir la máquina, electrocutándose en el proceso. De todos modos, los Klepts vencen a los residentes de Villa Navidad. Z, creyendo que X se ganó la confianza de los terrícolas para guiar a los Klepts hasta el botín, lo promueve a Vicelíder Supremo. Sintiéndose angustiado, X le pasa un cachorro a Z como regalo, lo que hace que esta recupere su color rosado. Los residentes de Villa Navidad le dan regalos a los otros Klepts, devolviéndoles su coloración.
En la mañana de Navidad, Santa Claus se lamenta porque no queda tiempo para entregar los regalos de Navidad a todos los niños del mundo. X sube al cielo con otros Klepts en naves espaciales, viajando alrededor del planeta y entregando los regalos como Santa deseaba.

## Reparto
- Keythe Farley como Santa[2]
- Dee Bradley Baker como X[3]
- Kaliayh Rhambo como el Holly
- Michelle Deco Noelle
- Barbara Goodson como Z
- Jessica Gee-George como Señora Claus
- Kaitlyn Robrock
- Jon Favreau como Obie

### Doblaje
| Personaje | Actor de voz Original | Doblaje para Latinoamérica   | Doblaje para España       |
| --------- | --------------------- | ---------------------------- | ------------------------- |
| Santa     | Keythe Farley         | Carlos Segundo               | Ricardo Coello            |
| Holly     | Kaliayh Rhambo        | Nycolle González             | María Montalá             |
| Obie      | Jon Favreau           | Arturo Cataño                | Carlos Lladó              |
| X         | Dee Bradley Baker     | Alan Fernando Velázquez      |                           |
| Z         | Barbara Goodson       | Rebeca Manríquez             | María Dolores Oría García |
| Noelle    | Michelle Deco         | Karla Paola Falcón Castrejón | Laura Monedero Romo       |

## Producción
Alien Xmas está basada en el libro del mismo nombre escrito por el director Stephen Chiodo y Jim Strain. Los hermanos Chiodo presentaron la adaptación animada del libro al productor ejecutivo Jon Favreau, con quien habían trabajado anteriormente en la película de acción en vivo Elf.
Aunque Alien Xmas utilizó imágenes generadas por ordenador en escenas en las que aparecen naves espaciales, la mayor parte de la película se produjo utilizando animación en volumen.

## Recepción
En Rotten Tomatoes, la película tiene un índice de aprobación del 100% en base a seis reseñas, con un promedio de 7,30/10.
La políglota Tasha Robinson comparó "Alien Xmas" con El Grinch: el cuento animado, Invasor Zim y las obras de stop-motion de Rankin/Bass, y llamó a la película "una inocua distracción navideña, corta y linda. Pero carece de verdadero entusiasmo o firma propia".
Cheryl Eddy, de io9, escribió que "el mensaje de Alien Xmas sobre el consumismo puede parecer simple, pero eso no lo hace menos valioso", y señaló que "hay momentos ingeniosos a lo largo de la película que hacen que no se sienta demasiado empalagosa".